# Иванов, Сергей Николаевич (футболист)
Серге́й Никола́евич Ивано́в (30 мая 1980, Фрунзе) — киргизско-Казахстанский футболист, полузащитник. Выступал за сборную Кыргызстана.

## Карьера

### Клубная
Воспитанник бишкекского футбола. Первые тренеры — В. Н. Низовцев, З. И. Валиев.
Профессиональную карьеру начал в 1996 году. Играл за бишкекское «Динамо», в составе которого трижды становился чемпионом Кыргызстана.
В 2000 перешёл в казахстанский клуб «СОПФК Кайрат» и выиграл с ним Кубок Казахстана.
В 2001—2002 годах играл в махачкалинском «Анжи».
В 2003 году снова вернулся в Казахстан, где выступал за «Экибастузец», «Тараз» и павлодарский «Иртыш». После окончания сезона 2014 года объявил о завершении игровой карьеры.

### В сборной
В сборной Кыргызстана сыграл 15 игр и забил 1 гол.

## Достижения

### Командные
«Динамо»
- Чемпион Кыргызстана: 1997, 1998, 1999

 СОПФК «Кайрат»
- Обладатель Кубка Казахстана: 1999/00

 «Иртыш»
Чемпион Казахстана 2003
- Серебряный призёр чемпионата Казахстана: 2012
- Бронзовый призёр чемпионата Казахстана: 2008, 2010
- Финалист Кубка Казахстана: 2012

### Личные
- Лучший футболист Кыргызстана: 1998

## Статистика
| Сезон | Клуб                      | Турнир          | Матчи | Голы |
| ----- | ------------------------- | --------------- | ----- | ---- |
| 1996  | «Динамо» (Бишкек)         | Высшая лига     | 10    | 2    |
| 1997  | «Динамо» (Бишкек)         | Высшая лига     | 18    | 8    |
| 1998  | «ЦАГ-Динамо-МВД» (Бишкек) | Высшая лига     | 17    | 7    |
| 1999  | «ЦАГ-Динамо-МВД» (Бишкек) | Высшая лига     | 15    | 11   |
| 2000  | «СОПФК Кайрат» (Алматы)   | Высшая лига     | 25    | 2    |
| 2001  | «Анжи» (Махачкала)        | Высший дивизион | 7     | 0    |
| 2001  | «Анжи-д» (Махачкала)      | Дублёры         | 22    | 0    |
| 2002  | «Анжи» (Махачкала)        | Премьер‑Лига    | 2     | 0    |
| 2002  | «Анжи-д» (Махачкала)      | Дублёры         | 20    | 4    |
| 2003  | «Иртыш» (Павлодар)        | Суперлига       | 13    | 1    |
| 2003  | «Экибастузец» (Экибастуз) | Суперлига       | 14    | 1    |
| 2004  | «Экибастузец» (Экибастуз) | Суперлига       | 28    | 7    |
| 2005  | «Тараз»                   | Суперлига       | 21    | 1    |
| 2006  | «Экибастузец» (Экибастуз) | Суперлига       | 28    | 3    |
| 2007  | «Экибастузец» (Экибастуз) | Суперлига       | 24    | 3    |
| 2008  | «Иртыш» (Павлодар)        | Премьер‑лига    | 24    | 3    |
| 2009  | «Иртыш» (Павлодар)        | Премьер‑лига    | 23    | 2    |
| 2010  | «Иртыш» (Павлодар)        | Премьер‑лига    | 31    | 3    |
| 2011  | «Иртыш» (Павлодар)        | Премьер‑лига    | 23    | 1    |
| 2012  | «Иртыш» (Павлодар)        | Премьер‑лига    | 23    | 4    |
| 2013  | «Иртыш» (Павлодар)        | Премьер‑лига    | 18    | 1    |
| 2014  | «Иртыш» (Павлодар)        | Премьер‑лига    | 13    | 1    |